# Éanna Hardwicke
Éanna Hardwicke (Cork, 21 ottobre 1996) è un attore e regista irlandese.
Ha iniziato la sua carriera come attore bambino in The Eclipse (2009) di Conor McPherson. È stato nominato Screen International Star of Tomorrow nell'edizione Irlandese inaugurale della pubblicazione.

## Biografia

### Infanzia e formazione
Hardwicke è originario della zona di St Luke's – Military Hill a Cork prima che la sua famiglia si trasferisse a Glanmire. Ha frequentato la Cork School Project (ora Cork Educate Together Secondary School) e poi la Ashton School. Ha iniziato a recitare all'età di dieci anni, partecipando al teatro giovanile presso il campus di Cork della Gaiety School of Acting, la National Association of Youth Drama (NAYD) e la Cork School of Music. Ha continuato laureandosi poi con un Bachelor of Arts in Recitazione presso la Lir Academy nel 2018.

### Carriera
Hardwicke ha iniziato la sua carriera come attore bambino nel film horror del 2009 di Conor McPherson The Eclipse. È tornato sullo schermo dieci anni dopo, nel 2019, apparendo nel film di fantascienza Vivarium e facendo il suo debutto televisivo in un episodio della serie Syfy Krypton. È anche apparso in The Misfit Mythology al Cork Arts Theatre e ha partecipato a un podcast della RISE Productions in cui lui, Gavin Kostick, Danielle Galligan e Janet Moran hanno eseguito una versione moderna di Kostick dell'Odissea di Omero.
Nel 2020, Hardwicke ha interpretato Rob Hegarty nell'adattamento di BBC Three e Hulu di Normal People di Sally Rooney. Ha poi avuto un ruolo ricorrente nel dramma poliziesco di RTÉ Smother. Nel 2022, Hardwicke si è unito al cast della serie Netflix Fate: The Winx Saga per la sua seconda stagione e ha recitato nel film drammatico a tema sportivo Lakelands, l'ultimo dei quali è valso a lui e a Danielle Galligan il Galway Film Fleadh's Bingham Ray New Talent Award. È anche apparso in The Sparrow e ha interpretato una versione più giovane del personaggio di Stanley Townsend nel film About Joan .
Hardwicke reciterà nella serie della BBC One The Sixth Commandment  e nell'adattamento della Paramount+ di The Doll Factory di Elizabeth Macneal.

## Filmografia

### Cinema
- The Eclipse, regia di Conor McPherson (2009)
- Vivarium, regia di Lorcan Finnegan (2019)
- About Joan, regia di Laurent Larivière (2022)
- Lakelands, regia di Robert Higgins e Patrick McGivney (2022)
- Il passero - The Sparrow, regia di Michael Kinirons (2022)

### Televisione
- Krypton – serie TV, episodio 2x06 (2019)
- Normal People, regia di Lenny Abrahamson e Hettie Macdonald – miniserie TV, 5 puntate (2020)
- Smother – serie TV, 17 episodi (2021-2023)
- Fate: The Winx Saga – serie TV, 7 episodi (2022)
- The Doll Factory – serie TV, 6 episodi (2023)
- The Sixth Commandment, regia di Saul Dibb – miniserie TV (2023)
- A Very Royal Scandal, regia di Julian Jarrold – miniserie TV (2024)

## Teatro
| Anno | Titolo                 | Ruolo  | Note                    |
| ---- | ---------------------- | ------ | ----------------------- |
| 2019 | The Misfit Mythology   | Oisín  | Cork Arts Theatre       |
| 2020 | The Mouth of the Birch | Joseph | Druid Theatre Company   |
| 2020 | Attachment             | Gavin  | Dublin Theatre Festival |

## Podcast
- The Odyssey: A New Version (2019), Irish Theatre Podcast

## Riconoscimenti
| Anno | Premio                         | Categoria                        | Progetto  | Risultato   | Rif.                  |
| ---- | ------------------------------ | -------------------------------- | --------- | ----------- | --------------------- |
| 2021 | Irish Film & Television Awards | Attore non protagonista - Dramma | Smother   | Candidata/o |                       |
| 2022 | Galaway Film Fleadh            | Bingham Ray New Talent Award     | Lakelands | vincitore   | con Danielle Galligan |
| 2023 | Irish Film & Television Awards | Attore protagonista - Film       | Lakelands | Candidata/o |                       |